# Liste von Websuchmaschinen
Diese Liste von Websuchmaschinen enthält aktuelle Suchmaschinen für das World Wide Web. Projekte, die eingestellt wurden oder sich auf bestimmte Fachbereiche beschränken, werden in dieser Liste nicht berücksichtigt.
| Name                                      | Erschienen                   | Besonderheiten | Unternehmenssitz             | Tor                          | Webadresse                   |
| Eigener Index mit Webcrawler              | Eigener Index mit Webcrawler | Eigener Index mit Webcrawler | Eigener Index mit Webcrawler | Eigener Index mit Webcrawler | Eigener Index mit Webcrawler |
| ----------------------------------------- | ---------------------------- | --- | ---------------------------- | ---------------------------- | ---------------------------- |
| Baidu                                     | 2000                         | chinesische Suchmaschine, benutzt für die englischsprachigen Suchergebnisse Bing | Volksrepublik China          | Nein                         | Baidu.com                    |
| Bing                                      | 06.2009                      | Suchmaschine von Microsoft | Vereinigte Staaten           | Nein                         | Bing.com                     |
| Brave Search                              | 06.2021                      | ohne Tracking und Werbung; Standard-Suchmaschine des gleichnamigen Browsers Brave | Vereinigte Staaten           | Ja                           | Search.Brave.com             |
| Google                                    | 09.1997                      | größte Suchmaschine | Vereinigte Staaten           | Nein                         | Google.de                    |
| Kagi Search                               | 2022                         | Kostenpflichtige, werbefreie Suchmaschine mit eigenen Indizes und anonymisiertem Zugriff auf Drittanbieter-Indizes (u. a. Google), anpassbare Suchergebnisse, Prinzip der Datensparsamkeit | Vereinigte Staaten           | ?                            | kagi.com                     |
| Mojeek                                    | 2004                         | Suchmaschine aus Brighton in England, erhebt keine persönlichen Daten, keine personalisierten Suchergebnisse                                                                               | Vereinigtes Königreich       | Nein                         | Mojeek.de                    |
| Qwant                                     | 2013                         | Server in der EU, keine gezielten Werbeanzeigen, keine personalisierten Suchergebnisse | Frankreich                   | Nein                         | Qwant.com                    |
| Search.ch                                 | 1995                         | Schweizer Suchmaschine mit vielen Sonderfunktionen | Schweiz                      | Nein                         | Search.ch                    |
| Yandex                                    | 1997                         | russischsprachige Suchmaschine | Russland                     | Nein                         | Yandex.ru                    |
| Yep                                       | 06.2022                      | Suchmaschine, die laut eigener Aussage 90 % der Werbeeinnahmen an Website-Betreiber ausschütten wird                                                                                       | Singapur                     | Nein                         | Yep.com                      |
| Proxy-Suchmaschine                        |                              | |                              |                              |                              |
| Ecosia                                    | 2009                         | generiert Spendengelder für Baumpflanzungen, Server werden klimaneutral betrieben; Ergebnisse von Bing und Google, früher von Yahoo                                                        | Deutschland                  | Nein                         | Ecosia.org                   |
| Ekoru                                     | 2019                         | Werbeeinnahmen gehen an Umweltschutzorganisationen, die die Ozeane säubern; Ergebnisse von Yahoo (Bing)                                                                                    | Malaysia                     | Nein                         | Ekoru.org                    |
| Fireball                                  | 1996                         | spezialisiert auf deutschsprachige Suchergebnisse | Deutschland                  | Nein                         | Fireball.de                  |
| GOOD (neuer Name)                         | 2018                         | generiert Spendengelder für soziale Projekte; Ergebnisse von Bing | Deutschland                  | Nein                         | good-search.org              |
| Lycos                                     | 1997                         | Suchergebnisse von Bing, früher eigenständige Suchmaschine mit eigenem Webcrawler | Niederlande                  | Nein                         | Lycos.com                    |
| Startpage                                 | 2006                         | Suchergebnisse von Google, kein Tracking oder Protokollieren der Nutzer | Niederlande                  | Nein                         | Startpage.com                |
| Swisscows                                 | 2014                         | Server in der Schweiz, keine Speicherung von Nutzerdaten, familiengerechte Suchergebnisse                                                                                                  | Schweiz                      | Nein                         | Swisscows.ch                 |
| Yahoo                                     | 1995                         | Suchergebnisse von Bing | Vereinigte Staaten           | Nein                         | Yahoo.com                    |
| Metasuchmaschine                          |                              | |                              |                              |                              |
| Dogpile                                   | 1996                         | Dogpile verwendet die Suchergebnisse zahlreicher anderer Suchmaschinen unter anderem Google, Yahoo, Yandex und Bing                                                                        | Vereinigte Staaten           | Nein                         | dogpile.com                  |
| DuckDuckGo                                | 2008                         | wenig Werbung, Kombination aus Metasuchmaschine und eigenem Webcrawler | Vereinigte Staaten           | Ja                           | DuckDuckGo.com               |
| eTools.ch                                 | 1999                         | Fasst die Suchergebnisse von bis zu 15 Suchmaschinen zusammen und gewichtet diese nutzerspezifisch. Nutzerdaten werden nicht weitergegeben.                                                | Schweiz                      | Nein                         | eTools.ch                    |
| MetaGer                                   | 1996                         | Metager verwendet die Suchergebnisse zahlreicher anderer Suchmaschinen, keine Weitergabe von nutzerbasierten Daten, Server werden klimaneutral betrieben                                   | Deutschland                  | Ja                           | Metager.de                   |
| searx                                     | 2014                         | Open Source, viele Möglichkeiten, Suchergebnisse einzuschränken (z. B. Sprache, Dateien, Orte, Bilder, Alter der Ergebnisse)                                                               | instanzabhängig              | instanzabhängig              | spot.ecloud.global           |
| Peer-to-Peer-Suchmaschine                 |                              | |                              |                              |                              |
| YaCy                                      | 2003                         | Nutzer sind unabhängig von Unternehmen |                              | Nein                         | Yacy.net                     |
| Suchmaschine für versteckte Dienste (Tor) |                              | |                              |                              |                              |
| Ahmia                                     | 2013                         | Suche im I2P-Netzwerk, ohne Tor Browser erreichbar und filtert kinderpornografische Inhalte heraus                                                                                         |                              | Ja                           | Ahmia.fi                     |
| Torch                                     | 2012                         | großer Index | Vereinigte Staaten           | Ja                           | nur Tor Hidden Service       |
| Suchmaschine für Kinder                   |                              | |                              |                              |                              |
| Blinde Kuh                                | 1997                         | wird von einem gemeinnützigen Verein betrieben | Deutschland                  | Nein                         | Blinde-Kuh.de                |
| Fragfinn                                  | 2007                         | Förderprogramm der deutschen Bundesregierung, eigene Startseite für den Einsatz im Schulunterricht                                                                                         | Deutschland                  | Nein                         | FragFinn.de                  |
| Helles Köpfchen                           | 2004                         | hebt Inhalte mit hohem Bildungswert hervor, bietet auch Online-Spiele und redaktionelle Beiträge                                                                                           | Deutschland                  | Nein                         | Helles-Köpfchen.de           |
| Qwant Junior                              | ?                            | ohne kommerzielle Werbeeinblendungen, hebt Inhalte mit hohem Bildungswert hervor | Frankreich                   | Nein                         | Qwantjunior.com              |